# Campionato Rondoniense 2023
Il Campionato Rondoniense 2023 è stata la 33ª edizione della massima serie del campionato rondoniense. La stagione è iniziata il 25 febbraio 2023 e si è conclusa il 20 maggio successivo.

## Stagione

### Novità
Al termine della stagione 2022, non vi è stata alcuna retrocessione. Dalla seconda divisione, invece, sono state promosse Vilhenense e Ji-Paraná.
Il Pimentense si è ritirato prima dell'inizio del torneo ed è stato sostituito dal Guaporé.

### Formato
Le otto squadre si affrontano dapprima in una prima fase, composta da un unico girone da otto squadre. Le prime quattro classificate di tale girone, accederanno alla seconda fase. L'ultima retrocede in Segunda Divisão.
La prima classificata della prima fase e la vincitrice della seconda fase, si contenderanno il titolo statale in una doppia sfida finale. Nel caso una squadra abbia vinto ambedue le fasi, questa sarà dichiarata campione e la doppia sfida finale non verrà disputata.
La formazione vincitrice del campionato, potrà partecipare alla Série D 2024, alla Coppa del Brasile 2024 e alla Copa Verde 2024.

## Risultati

### Prima fase
|  | Pos. | Squadra          | Pt | G | V | N | P | GF | GS | DR  |
|  | ---- | ---------------- | -- | - | - | - | - | -- | -- | --- |
|  | 1.   | Porto Velho      | 16 | 7 | 5 | 1 | 1 | 13 | 5  | +8  |
|  | 2.   | União Cacoalense | 15 | 7 | 5 | 0 | 2 | 11 | 5  | +6  |
|  | 3.   | Real Ariquemes   | 13 | 7 | 4 | 1 | 2 | 10 | 5  | +5  |
|  | 4    | Ji-Paraná        | 11 | 7 | 3 | 2 | 2 | 8  | 4  | +4  |
|  | 5.   | Guaporé          | 10 | 7 | 3 | 1 | 3 | 5  | 4  | +1  |
|  | 6.   | Vilhenense       | 9  | 7 | 2 | 3 | 2 | 4  | 6  | -2  |
|  | 7.   | Genus            | 4  | 7 | 1 | 1 | 5 | 4  | 15 | -11 |
|  | 8.   | Rondoniense      | 1  | 7 | 0 | 1 | 6 | 1  | 12 | -11 |

Legenda:
      Vincitrice della prima fase e ammessa seconda fase.
      Ammessa alla seconda fase.
      Retrocessa in Segunda Divisão 2024.
Note:
Tre punti a vittoria, uno a pareggio, zero a sconfitta.

### Seconda fase
|  | Semifinale | Semifinale       | Semifinale | Semifinale | Semifinale |  |  | Finale | Finale         | Finale | Finale | Finale |  |
|  |            |                  |            |            |            |  |  |        |                |        |        |        |  |
|  | 4          | Ji-Paraná (dtr)  | 2          | 0          | 2 (3)      |  |  |        |                |        |        |        |  |
|  | 1          | Porto Velho      | 1          | 1          | 2 (2)      |  |  | 4      | Ji-Paraná      | 1      | 2      | 3      |  |
|  | 3          | Real Ariquemes   | 0          | 2          | 2          |  |  | 3      | Real Ariquemes | 0      | 2      | 2      |  |
|  | 2          | União Cacoalense | 0          | 0          | 0          |  |  |        |                |        |        |        |  |

### Finale
| Squadra 1 | Totale | Squadra 2   | Andata | Ritorno |
| --------- | ------ | ----------- | ------ | ------- |
|           |        |             |        |         |
| Ji-Paraná | 0 – 1  | Porto Velho | 0 – 1  | 0 – 0   |